# Tan Jinzhuang
Pour les articles homonymes, voir Tan.
Tan Jinzhuang est une joueuse chinoise de hockey sur gazon née le 27 janvier 2003. Elle a remporté avec l'équipe de Chine la médaille d'argent du tournoi féminin aux Jeux olympiques d'été de 2024, organisés à Paris.